# Ronov nad Doubravou

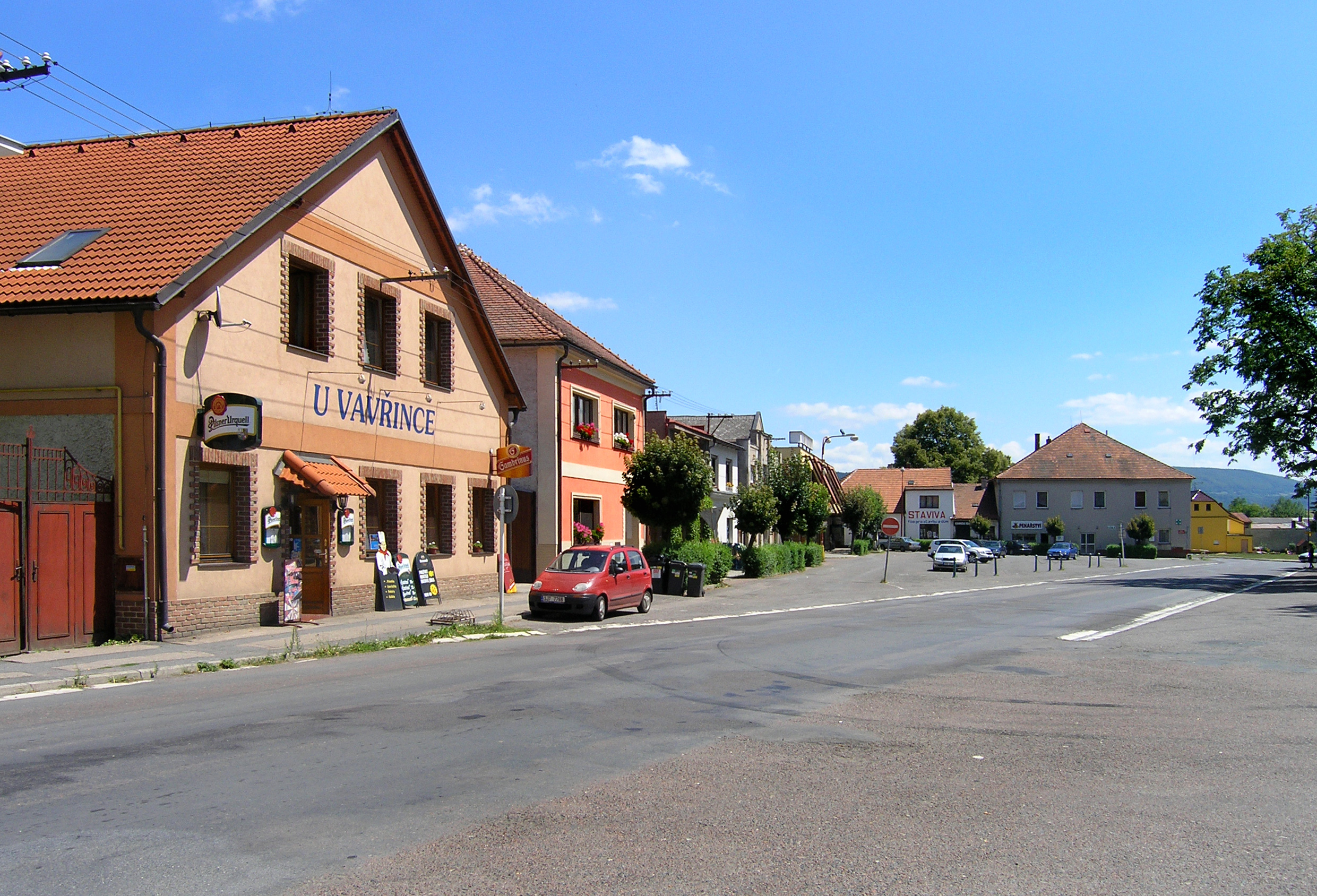
Ronov nad Doubravou, Chitussi Platz

Ronov nad Doubravou (deutsch: Ronow an der Doubrawa, älter auch Ronau) ist eine Stadt im Bezirk Chrudim in Tschechien. Sie liegt zehn Kilometer östlich von Čáslav.

## Geographie
Ronov nad Doubravou befindet sich westlich des Eisengebirges am rechten Ufer der Doubrava.
Nachbarorte sind Bousov im Norden, Žlebská Lhotka im Nordosten, Žlebské Chvalovice und Lhůty im Osten, Závratec und Třemošnice im Südosten, Mladotice, Kněžice und Biskupice im Süden, Žleby im Westen sowie Vinaře im Nordwesten.

## Geschichte
Das Städtchen Ronov wurde erstmals 1307 erwähnt, als es von Ulrich (Oldřich) von Lichtenburg gegründet wurde. Ulrichs Vater Smil von Lichtenburg besaß um 1261 die unweit gelegene Burg Lichtenburg. Ronov wurde zum wirtschaftlichen Zentrum der gleichnamigen Herrschaft. Als Erbrichter setzte Ulrich den Lokator Gottfried ein, der den zugewiesenen Grund mit Deutschen besiedelte. Gleichzeitig genehmigte Ulrich den Betrieb eines Kretscham, einer Brauerei und verschiedener Handwerke. Die Privilegien wurden durch den böhmischen König Johann von Luxemburg 1331 bestätigt. König Vladislav II. genehmigte dem Städtchen zwei jährliche Märkte, dem 1674 durch Kaiser Leopold I. die Genehmigung für einen dritten Jahrmarkt folgte.
Ernst Robenhaupt von Sucha (Robmhap ze Suché) ließ in Ronov eine Burg errichten, die Mitte des 17. Jahrhunderts zu einem Barockschloss umgebaut wurde. Johann Wenzel Caretto de Millesimo vereinte 1747 die Herrschaft Ronov mit Třemošnice und verlegte seinen Sitz dorthin. Das Ronover Schloss verfiel und wurde 1823 abgetragen. An seiner Stelle entstand ein neues Schloss, das als Verwaltungsgebäude einer Stiftung für verarmte Adelige errichtet wurde. Ende des 19. Jahrhunderts wurde es im Stil der Neugotik umgebaut.
Kaiser Franz Joseph erhob Ronov 1908, das die Stadtrechte verloren hatte, zum Städtchen und genehmigte ein Jahr später das Führen eines Wappens. Nach dem Zweiten Weltkrieg verlor Ronov für 53 Jahre den Status eines Städtchens. 1998 wurde es neuerlich zum Städtchen erhoben.

## Stadtgliederung
Zur Stadt Ronov nad Doubravou gehören die Ortsteile Mladotice (Mladotitz) und Moravany (Morawan).

## Sehenswürdigkeiten
- Kirche St. Laurentius
- Kirche zum Hl. Kreuz, rechtsseitig über dem Chittussi-Tal der Doubrava an der Straße zwischen Ronov und Mladotice
- Kirche St. Martin linksseitig der Doubrava im Chittussi-Tal zwischen Ronov und Mladotice

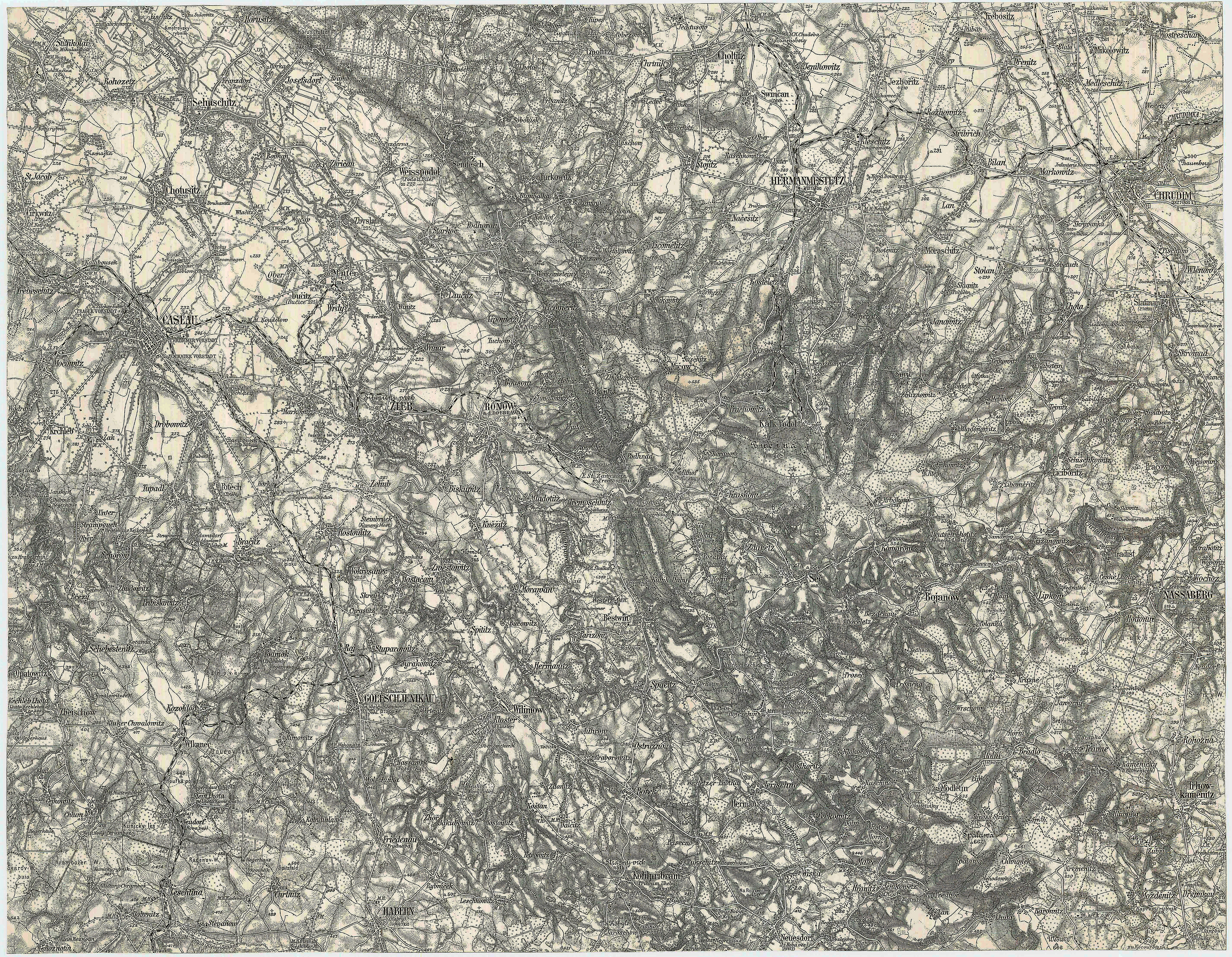
Ronov a.d. Doubrava (Mitte) und seine Umgebung um 1900 (Spezialkarte 1:75.000 der 3. Landesaufnahme)

- Chittussi-Villa
- Schloss Ronov

## Söhne und Töchter der Stadt
- Antonín Chittussi (1847–1891), tschechischer Landschaftsmaler

## Bilder

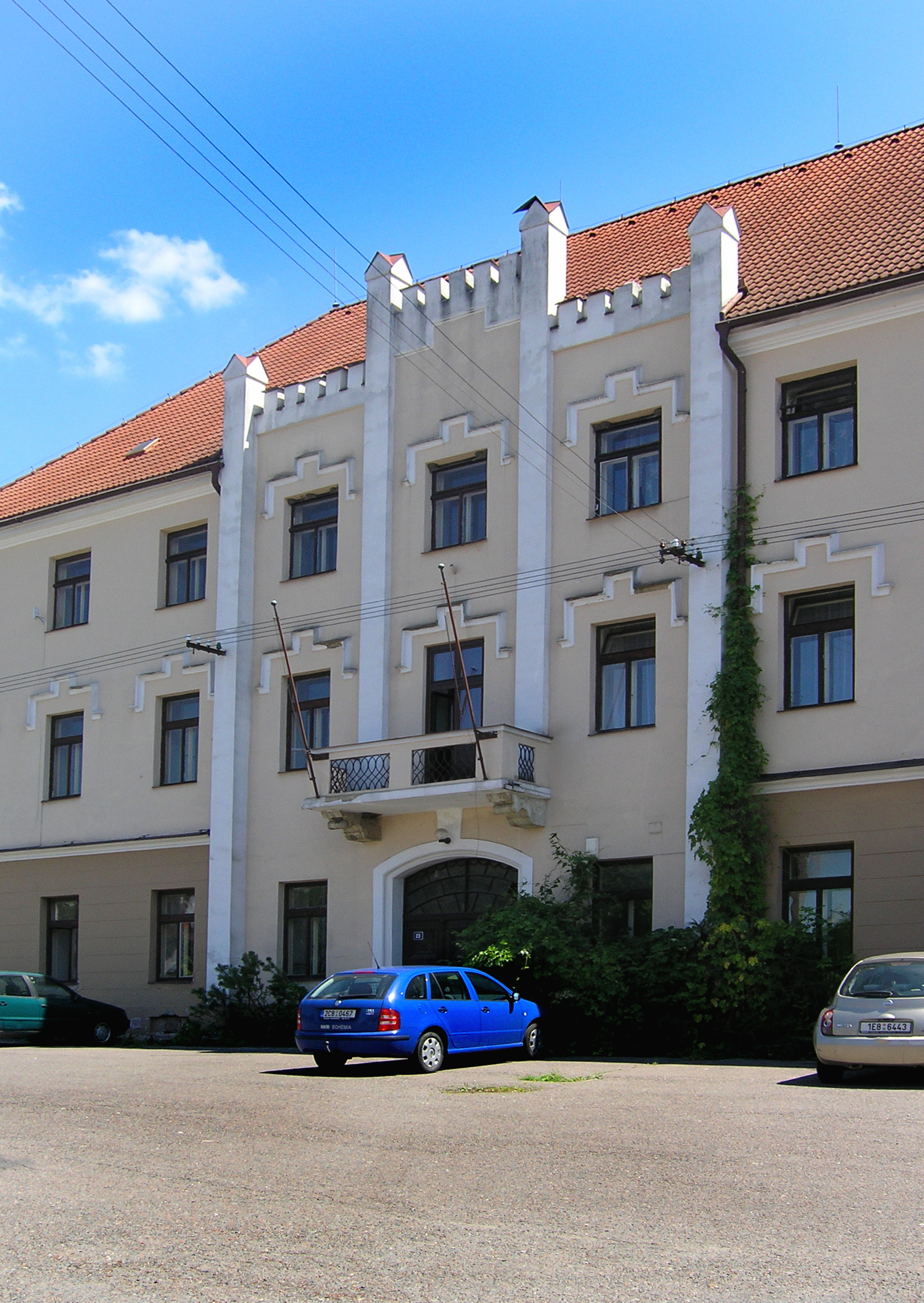
Der Schloss
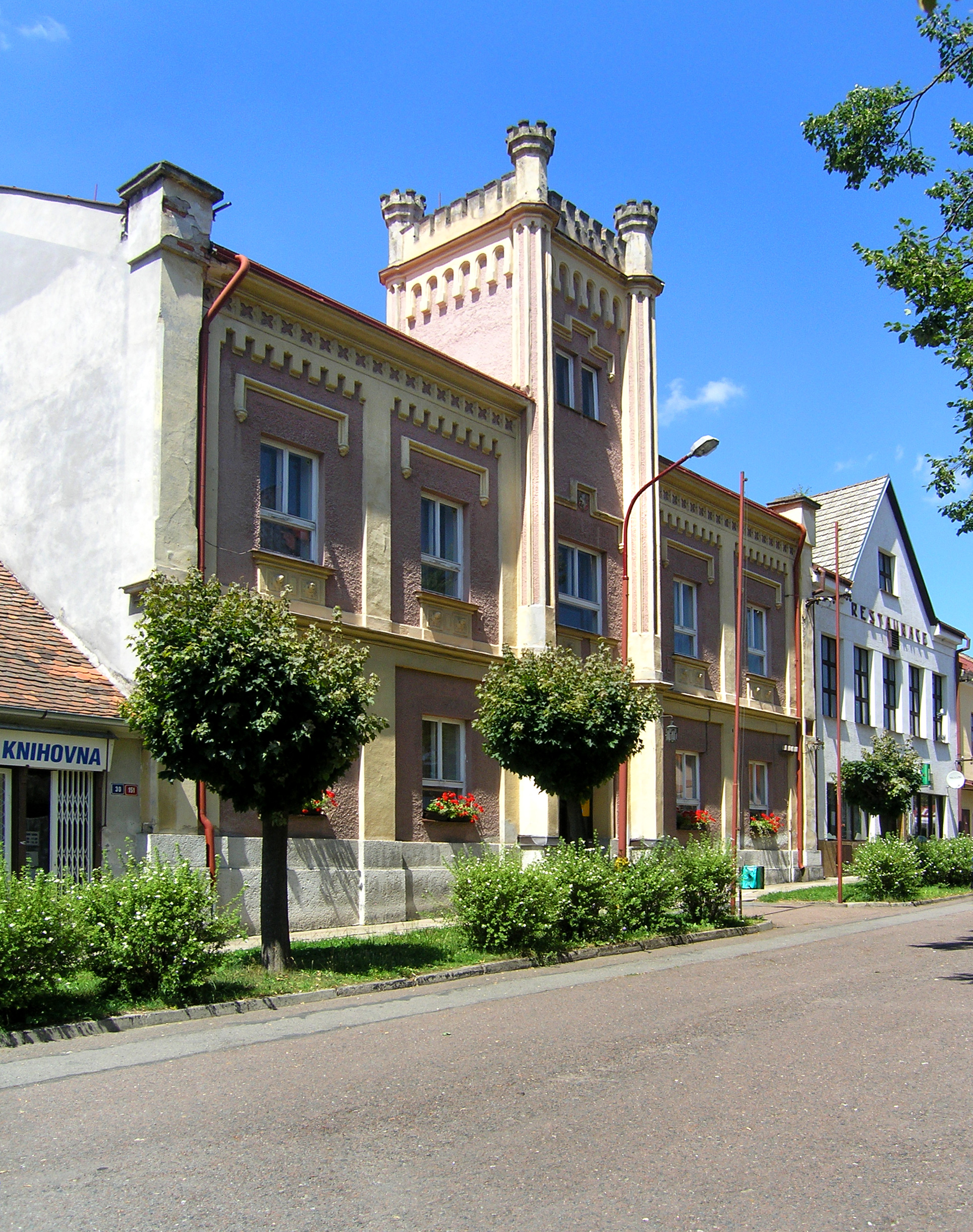
Das Rathaus
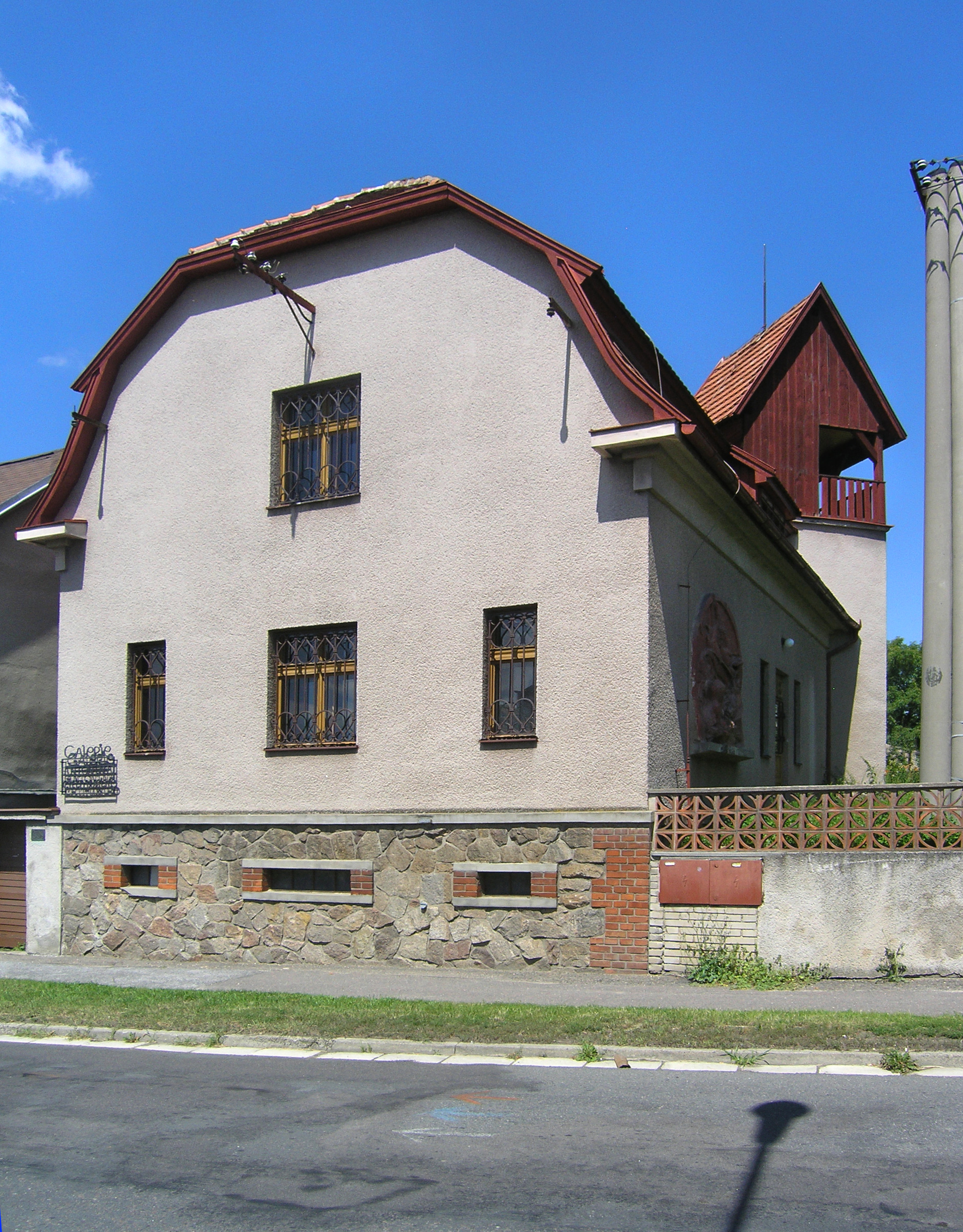
Bílek-Villa (Chittussi-Villa)
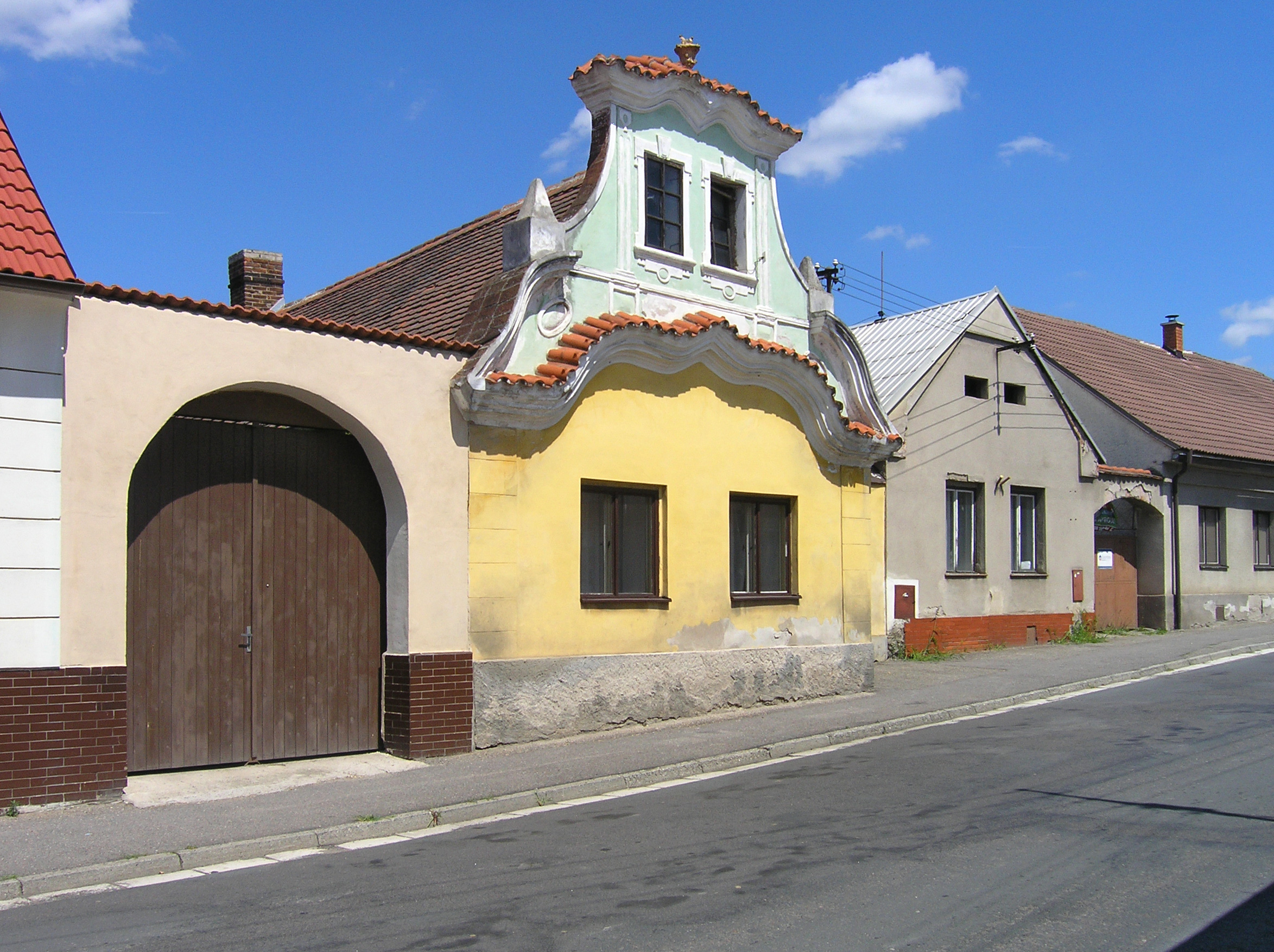
Die Čáslavstraße